# Anders Persson (militär)
Per Anders Rolfson Persson, född 18 mars 1968 i Sollentuna församling i Stockholms län, är en svensk militär.

## Biografi
Persson avlade reservofficersexamen 1989 och var därefter reservofficer vid Svea artilleriregemente. Han avlade officersexamen vid Krigsflygskolan 1992 och utnämndes samma år till fänrik vid Jämtlands flygflottilj, där han befordrades till löjtnant 1995 och var aktiv som stridspilot. Han var därefter verksam som stridspilot vid Upplands flygflottilj under andra hälften av 1990-talet och befordrades till kapten 1998. Han har därefter bland annat varit lärare vid Försvarshögskolan. Åren 2006–2009 var han projektledare vid Planeringssektionen i Strategiavdelningen i Högkvarteret. Han var försvarsattaché (reseattaché) vid ambassaden i Bern 2010–2012 och stabschef vid Flygvapnets taktiska stab 2012–2014. Efter att ha befordrats till överste var han chef för Luftstridsskolan 2014–2017, varefter han 2017–2018 var chef för Flygvapenavdelningen i Produktionsstaben i Högkvarteret. Han var chef för Flygstaben från och med den 1 januari till och med den 30 september 2019. Från och med den 1 oktober 2019 är han brigadgeneral och ställföreträdande flygvapenchef.
Anders Persson invaldes 2007 som ledamot av Kungliga Krigsvetenskapsakademien.